# Peleteria vittata
Peleteria vittata är en tvåvingeart som först beskrevs av Macquart 1846.  Peleteria vittata ingår i släktet Peleteria och familjen parasitflugor. Inga underarter finns listade i Catalogue of Life.